# 卢瓦尔河畔勒弗雷讷
卢瓦尔河畔勒弗雷讷（法語：Le Fresne-sur-Loire，法語發音：[lə fʁɛn syʁ lwaʁ]）是法国的一个旧市镇，原属于大西洋卢瓦尔省昂斯尼区。2016年1月1日，卢瓦尔河畔勒弗雷讷与相邻的安格朗德合并为新市镇卢瓦尔河畔安格朗德勒弗雷讷并改属曼恩-卢瓦尔省与昂热区。

## 地理
卢瓦尔河畔勒弗雷讷（47°24'3"N, 0°55'42"W）面积6.29 平方千米，位于法国卢瓦尔河地区大区曼恩-卢瓦尔省，该省份为法国西部内陆省份，大致对应安茹地区，北起顺时针与马耶讷省、萨尔特省、安德尔-卢瓦尔省、维埃纳省、德塞夫勒省、旺代省、大西洋卢瓦尔省和伊勒-维莱讷省接壤。
与卢瓦尔河畔勒弗雷讷接壤的市镇（或旧市镇、城区）包括：安格朗德、勒梅尼勒昂瓦莱、圣西吉斯蒙、拉沙佩勒圣索沃尔、蒙特勒莱。
卢瓦尔河畔勒弗雷讷的时区为UTC+01:00、UTC+02:00（夏令时）。

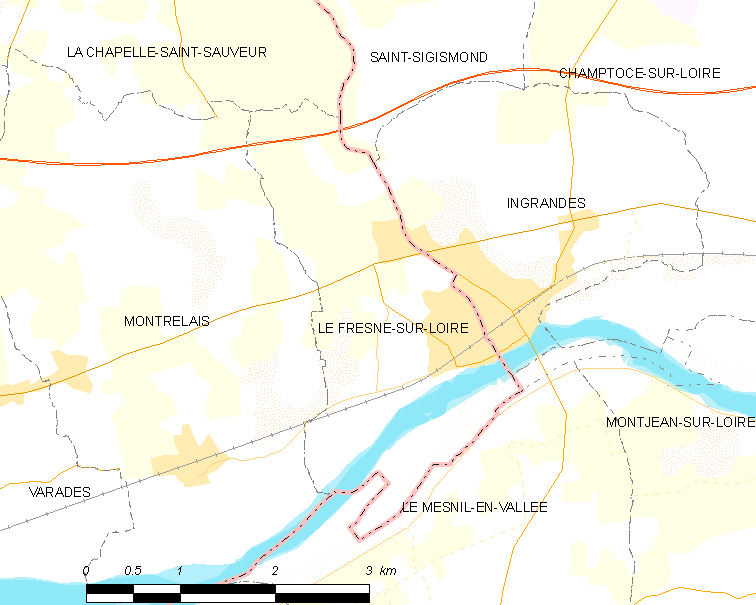
卢瓦尔河畔勒弗雷讷的OSM定位图

## 行政
卢瓦尔河畔勒弗雷讷的邮政编码为49123，INSEE市镇编码为49382。

## 政治
卢瓦尔河畔勒弗雷讷所属的省级选区为卢瓦尔河畔沙洛讷县。

## 人口

1962-2008年间卢瓦尔河畔勒弗雷讷人口变化图示

卢瓦尔河畔勒弗雷讷于2018年1月1日时的人口数量为894人。